# António de Noronha, 1.º Conde de Vila Verde
D. António de Noronha, morto em 14 de janeiro de 1675, recebeu a titularidade como conde de Vila Verde, o primeiro, por carta dada em 10 de Dezembro de 1654 pelo rei D.João IV.
Era filho 3º de D. Pedro de Noronha e Sousa, 9º senhor de Vila Verde (dos Francos), em Alenquer, e de um vínculo instituído por seu avô materno D. Manuel de Sousa e Távora, em razão do qual tomou o apelido Sousa. Comendador e alcaide-mor de Aljezur na Ordem de São Tiago, e de São Salvador da Mação, na Ordem de Cristo. Casou com D. Juliana de Noronha,  herdeira, por mercê de D. Afonso V, dos bens da coroa de seu irmão Francisco Moniz, conde da Bemposta, senhor de Angeja,  filho de Vasco Moniz, 4.º senhor de Angeja, Bemposta, Assequins e Figueiró de Pinheiro. Era descendente do rei Henrique II de Castela.
Este D. António de Noronha foi 12º senhor de Vila Verde, por morte de seus dois irmãos mais velhos,  comendador e alcaide-mor de Aljezur na Ordem de S. Tiago, e de S. Salvador da Mação, na Ordem de Cristo, capitão de uma companhia das Ordens Militares em 1663. Foi autor de um Nobiliário, acrescentado por seu filho.
Diz «Nobreza de Portugal», tomo III, página 533, que casou a 30 de dezembro de 1654 com Dona Maria de Meneses, filha de D. Duarte Luís de Menezes, 3.º Conde de Tarouca, e de D. Luísa de Faro, filha de D. Estêvão, Conde de Faro.